# María de la Natividad Quindós y Villarroel
María de la Natividad Quindós y Villarroel, duquesa de la Conquista y marquesa de San Saturnino, (Madrid, 1861-1953) fue una aristócrata española que sirvió en Palacio. Fue camarera mayor de la reina regente María Cristina de Habsburgo, con quien tuvo gran privanza. 

## Biografía
Nació en Madrid el 19 de agosto de 1861, hija de José Mariano Quindós y Tejada, vi marqués de San Saturnino, y de María Fernanda de Villarroel y Goicolea, vii vizcondesa de la Frontera. Provenía de un ambiente muy vinculado a la familia real: su abuelo materno el duque de la Conquista había sido mayordomo mayor del rey consorte Francisco de Asís, y su padre —designado senador vitalicio por la reina Isabel II— gozó de la mayor confianza del rey Alfonso XII, quien le nombró tutor y curador de los hijos del infante Sebastián Gabriel.
Huérfana de madre desde los 12 de edad, en 1883 quedó subrogada en la primogenitura de su casa por haber muerto soltero su único hermano Fernando, a quien sucedió como ix vizcondesa de la Frontera. Diez años después falleció Luis de Villarroel y Goicolea, su tío materno, ii duque de la Conquista y Natividad le sucedió en el ducado, con grandeza de España, y en los marquesados de los Palacios y de Gracia Real de Ledesma. En 1900 sucedería a su padre como vii marquesa de San Saturnino.
En 1889 empezó a servir en Palacio como dama al servicio particular de la reina María Cristina, ascendiendo a dama de la reina el 25 de abril de 1894. Desde el principio se ganó la total confianza de la regente, quien la nombró su camarera mayor por Real Orden de 30 de mayo de 1906. En este cargo sirvió fielmente a la soberana durante 17 años más, acompañándola como sombra inseparable en todas sus actividades públicas y privadas.
Llegó a tener una gran influencia en la corte alfonsina: las causas y personas que la duquesa favorecía obtenían también la protección regia. Tal fue el caso de Ramón García Rodrigo y su proyecto de erigir un monumento al Corazón de Jesús en el Cerro de los Ángeles. Tras mediar la dama en 1916, la idea fue patrocinada por el rey Alfonso XIII, que tres años después llevó a cabo en dicho lugar la consagración de España al Sagrado Corazón. La duquesa de la Conquista se inscribe así en una serie de influyentes servidores palatinos que dominaron la corte durante aquel reinado, como el marqués de Viana, caballerizo mayor del rey, o la duquesa de San Carlos, camarera mayor de palacio. Cesó a petición propia el 11 de noviembre de 1923.
Contrajo matrimonio en 1896 con Francisco de Asís Arias-Dávila-Matheu y Bernaldo de Quirós, conde de Cumbres Altas, hijo de los condes de Puñonrostro, que fue senador y embajador ante la Santa Sede. Enviudó en 1926.
A su Pazo de San Saturnino acudían cada verano desde 1902 hasta 1946 los personajes más señalados de la vida cortesana de Madrid, y posteriormente de la sociedad y de la política españolas. Allí también fue visitada en tres ocasiones por el rey Alfonso XIII (1904, 1909 y 1927), en la última ocasión acompañado por la reina Victoria Eugenia.
Falleció sin descendencia en Madrid el 3 de marzo de 1953. Su vasto patrimonio fundiario —que, además de los pazos de San Saturnino y Baltar, incluía unas 300 hectáreas de tierras entre los municipios coruñeses de Moeche, Narón, San Saturnino y Valdoviño— lo dejó en herencia a los hermanos Pasionistas y a la congregación de las Hijas de Cristo Rey.
En el marquesado de San Saturnino la sucedió su pariente más cercano por el lado paterno: Alfredo Moreno Uribe, hijo del conde de Fontao mientras que las restantes dignidades nobiliarias, heredadas de su familia materna, pasaron a las hermanas Chaves Lemery.